# Emtee Beats
Emtee Beats, również Emtee, właśc. Marco Terada (ur. 20 lipiec 1986 w Brasília) – brazylijski producent hip-hopowy. Emtee jest brazylijskim producentem hip hopowym, inżynierem dźwięku oraz członkiem undergroundowej grupy hip hopowej ZKAR. Emtee jest znany ze współpracy z brazylijskimi raperami, takimi jak Alves, Biro Ribeiro, De Leve, MC Piloto, Singelo, TheGust MCs, Tigrão Big Tiger, Yuri Pleno, Zen oraz inni.

## Życiorys
Emtee urodził się w Brasílii, w Dystrykcie Federalnym Brazylii. Jest producentem muzycznym, beatmakerem oraz inżynierem dźwięku, specjalizującym się w miksowaniu i masteringu. W 2009 roku został wybrany do udziału w festiwalu "TOP 45 Candango Cantador", organizowanym przez "Cultura e Criatividade DF". W latach 2009–2011 Emtee tworzył kolektyw undergroundowego hip-hopu o nazwie "MPC", czyli "Movimento Plano Crew". Brazylijski supergrupa "MPC" nagrała album zatytułowany "Versos & Versos". W 2011 roku album Versos & Versos był nominowany w kategorii najlepszego albumu hip-hopowego na Prêmio Hip Hop Zumbi, które odbyło się w Muzeum Narodowym w Brasílii. W 2012 roku Emtee otrzymał nominację do "Prêmio Hip Hop Zumbi" w kategorii najlepszy EP za swój solowy projekt zatytułowany "Nasci Pra Isso". W 2014 roku Emtee wyprodukował EP "Pergaminho" zespołu "ZKAR", który został wydany przez niezależną wytwórnię "Intercala Records". EP zawierał single, które zdobyły popularność na brazylijskiej scenie undergroundowego hip-hopu, takie jak "Reflexo Oculto" i "Foco".
W 2017 roku wyprodukował singiel "Alvo" brazylijskiego raperem Alves, który został wydany przez kolektyw "Batalha da Aldeia" z São Paulo i zyskał znaczący rozgłos. W tym samym roku wyprodukował i wydał album "Beat Peso & Papo Reto" z raperem Yuri Pleno, na którym wystąpiło wielu brazylijskich artystów, m.in.: De Leve, Singelo, Tigrão Big Tiger, Zen MC i inni. W 2019 roku Emtee wyprodukował utwór "Rap da Mudança" autorstwa Biro Ribeiro, który został wykorzystany w brazylijskiej kampanii społecznej "TETO Brasil", promującej odzież i mieszkania dla osób bezdomnych. W tym samym roku Emtee skomponował także muzykę do filmu dokumentalnego Bernardo na Życiu, BMO na Bitwie, tworząc część ścieżki dźwiękowej. Wraz ze swoim przyjacielem Zenem, Emtee stworzył Batalha do Neurônio i jest częścią projektu NeuroConexões, którego głównym celem jest zapraszanie artystów i atrakcji z innych brazylijskich stanów do Brasílii. W ten sposób artyści mogą prezentować swoje projekty i docierać do brazylijskiej publiczności, będąc częścią sceny hip hopowej Brasílii. W 2022 roku odbyły się stanowe mistrzostwa w bitwach MC’s w Brasílii, organizowane przez kolektyw Batalha do Museu, z Douglasem Dinem jako gospodarzem wydarzenia, a Emtee odpowiadał za muzykę i beaty. Mistrzostwa MC’s miały miejsce także w innych brazylijskich stanach, takich jak Amapá, Rio de Janeiro, São Paulo i inne.

## Dyskografia

### Albumy
- Nasci Pra Isso (2012)
- Beat Peso & Papo Reto (2017)
- Maestria (2020)
- Departures EP (2022)

### Albumy z Movimento Plano Crew (MPC)
- Versos e Versos (2011)

### Albumy z ZKAR
- Pergaminho EP (2015)

### Znaczące produkcje
- ZKAR - Reflexo Oculto (2014)
- ZKAR - Foco (2014)
- De Leve z Yuri Pleno - Espírito Pirata (2016)
- TheGust MCs z Victor Xamã - Circo dos Horrores (2016)
- Alves - Alvo (2017)
- Alves z Dudu - Sangue (2022)

### Teledyski
- 2016 – Circo dos Horrores (z TheGust MCs)
- 2017 – Alvo (con Alves)
- 2022 – Sangue (z Alves i Dudu)